# لاکهید مارتین سی گوست
لاکهید مارتین سی گوست (به انگلیسی: Lockheed Martin Sea Ghost) یک هواگرد ساختِ کارخانهٔ لاکهید مارتین در کشور ایالات متحده آمریکا است. نخستین استفاده‌کنندهٔ این هواگرد نیروی دریایی ایالات متحده آمریکا بوده‌است.